# هنري إل. جوي
هنري إل. جوي (بالإنجليزية: Henry Joy)‏ هو سياسي أمريكي، ولد في 26 نوفمبر 1933 في الولايات المتحدة. حزبياً، نشط في الحزب الجمهوري. وقد انتخب عضو مجلس نواب مين.